# Ficus archboldiana
Ficus archboldiana là một loài thực vật có hoa trong họ Moraceae. Loài này được Summerh. mô tả khoa học đầu tiên năm 1941.